# آتش‌سپاری

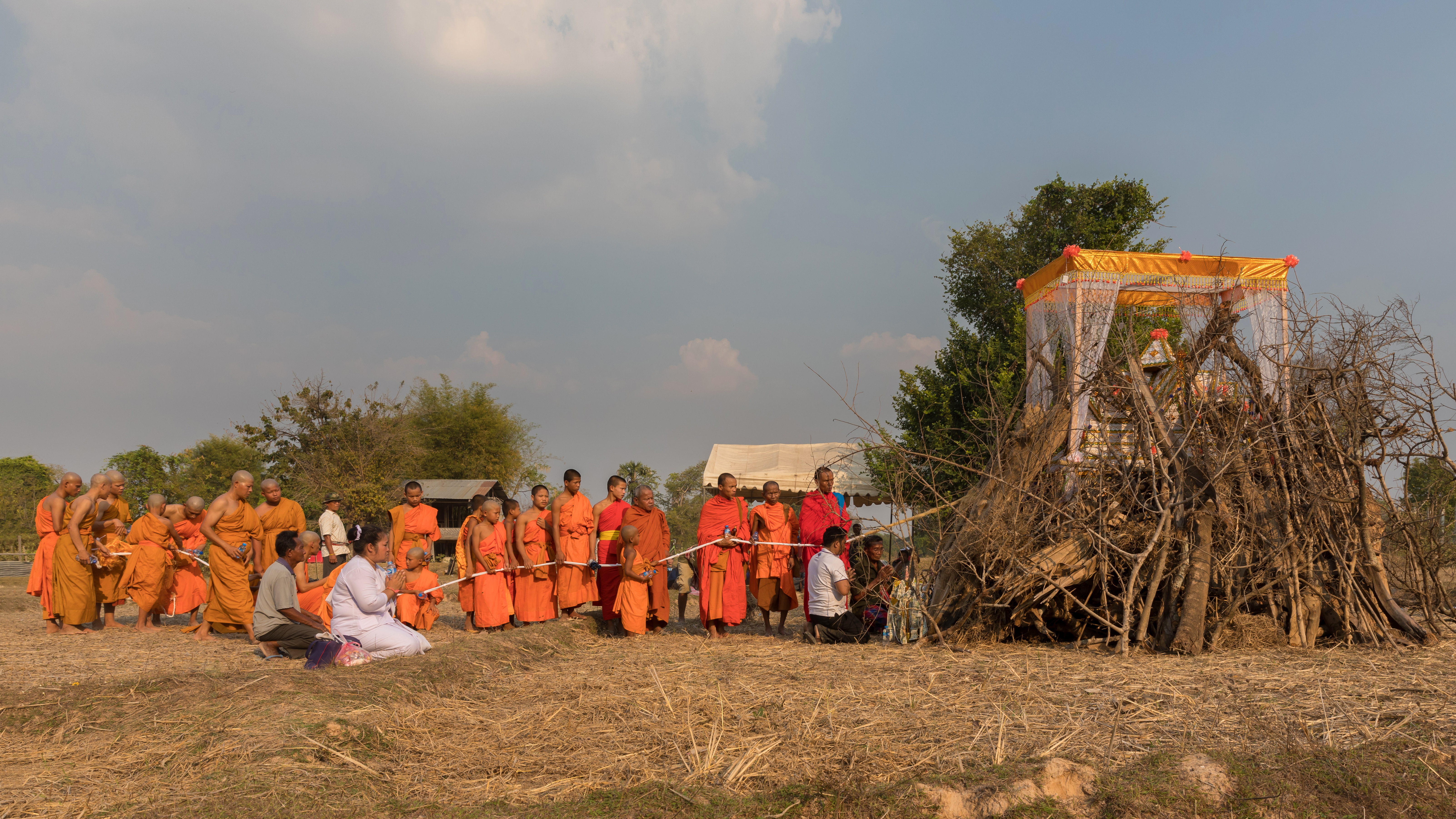
نگاره‌ای از یک مراسم آتش‌سپاری. راهبان بودایی در حین خواندن دعا و طلب آمرزش برای فردی تازه درگذشته در روستای دون دِت، استان چامپاساک، لائوس.

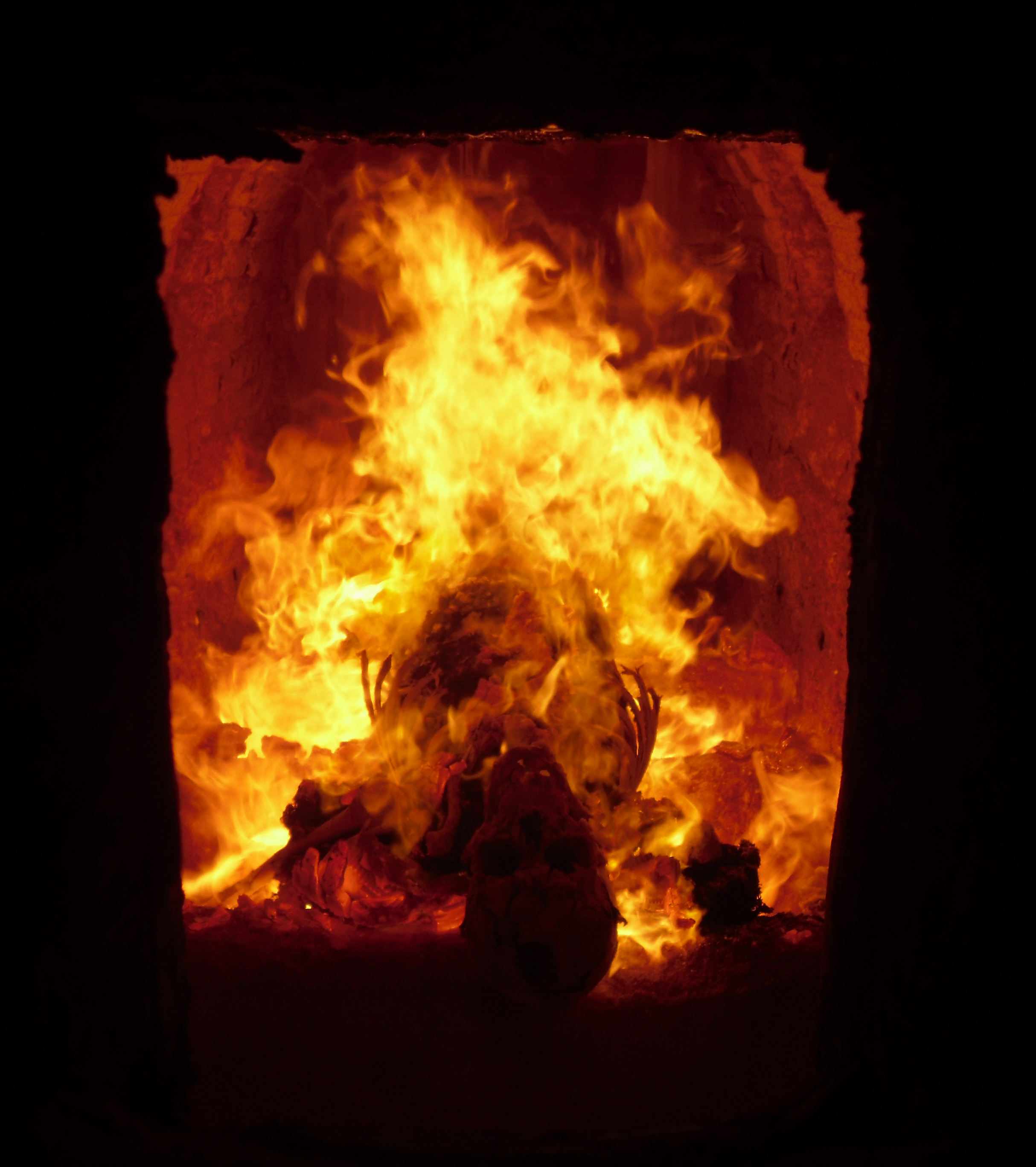
خاکسترسازی یک جسد در مرده‌سوزخانه‌ای در آلمان.

آتش‌سپاری، جسدسوزی یا خاکستر کردن به همراه خاک‌سپاری از روش‌های اصلی آماده کردن اجساد مردگان و از مرحله‌های مراسم تشییع جنازه و ختم است. این مراسم معمولاً در مرده‌سوزخانه و یا در فضای باز انجام می‌شود.
خاکستر کردن از زمان باستان مورد استفاده گسترده بوده و بخشی از دین‌های بودایی، هندو است. این مراسم در یونان و روم باستان هم رایج بوده است. با گسترش دین‌های ابراهیمی در اروپا و غرب آسیا به خاطر اعتقاد پیروان به رستاخیز اجساد، خاکستر کردن محدود شد. در اروپا از اواخر قرون وسطی با تشویق خردگرایان، محدودیت‌های رسمی خاکستر کردن برداشته شد و استفاده آن دوباره گسترش یافت.
داخل چهارچوب دینی، امروزه عمدتاً دین‌های ارتدکس شرقی، اسلام، یهودی ارتدکس و  بهائی  آن را منع می‌کنند.
در بسیاری کشورها خاکستر مردگان را پس از پیکرسوزی، در خاکستردان قرار می‌دهند.
در بین شیعیان اگر کسی وصیت کند که جسدش سوزانده شود، وصیت او مطابق احکام این شریعت باطل است و اگر کسی مطابق این دستور عمل کند مرتکب حرام شده و برخی مراجع تقلید حتی معتقدند که باید دیه بپردازد.

## نگارخانه

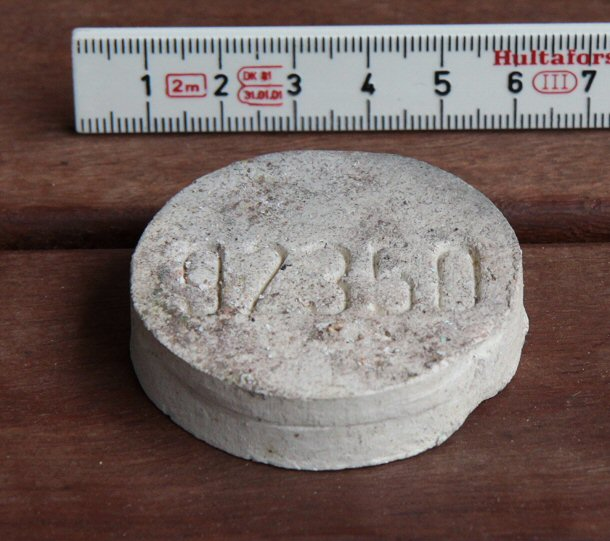
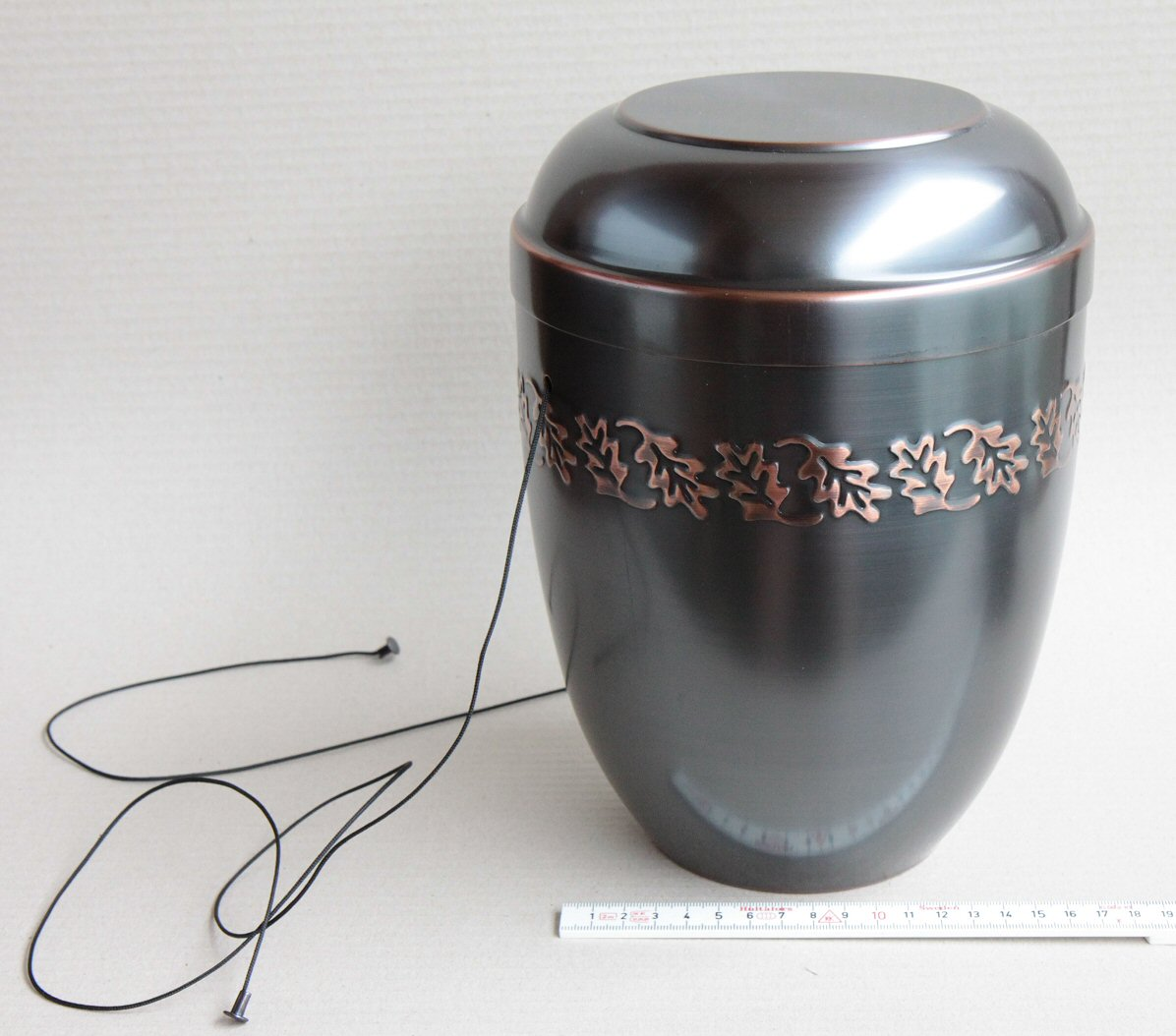
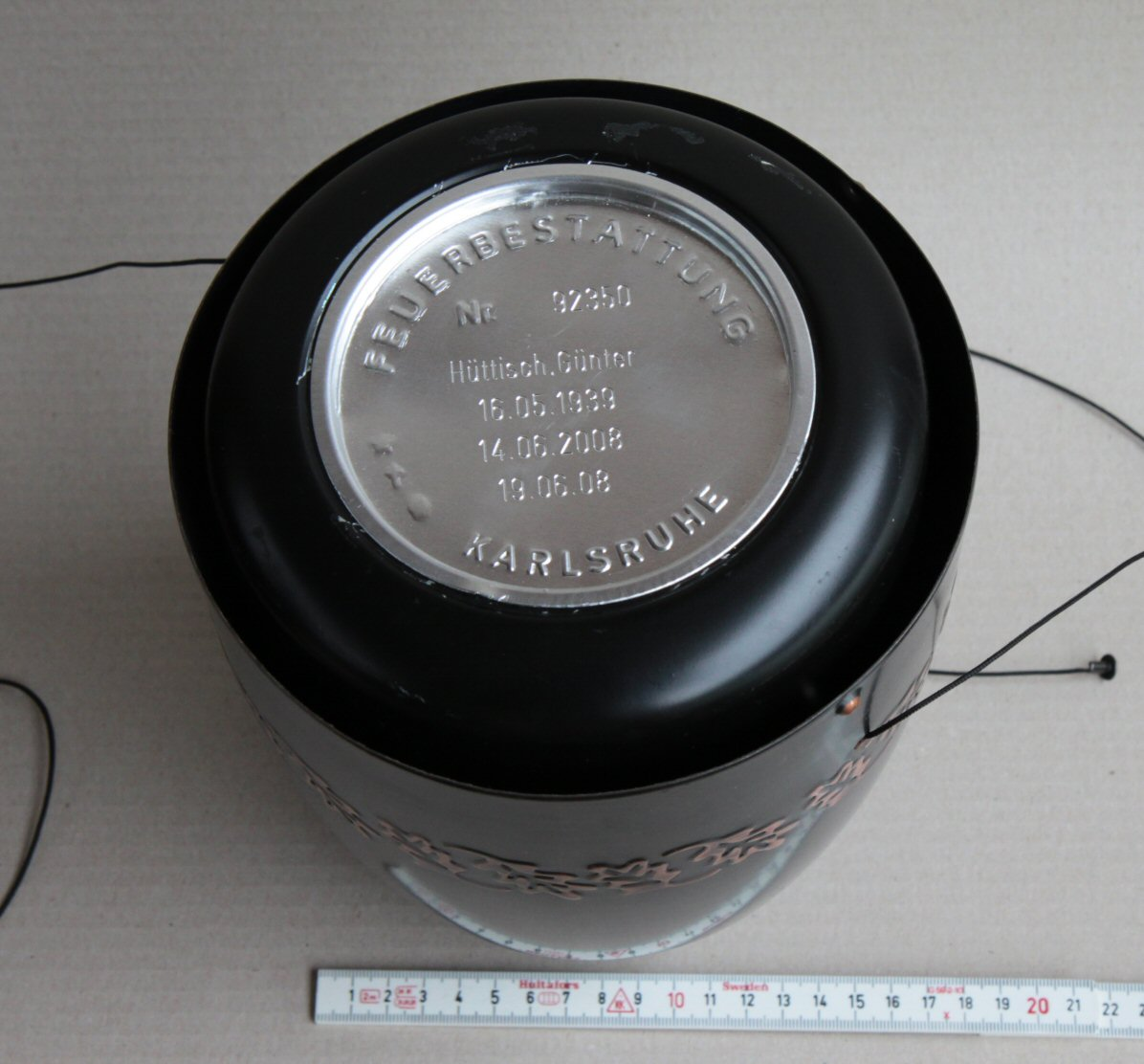
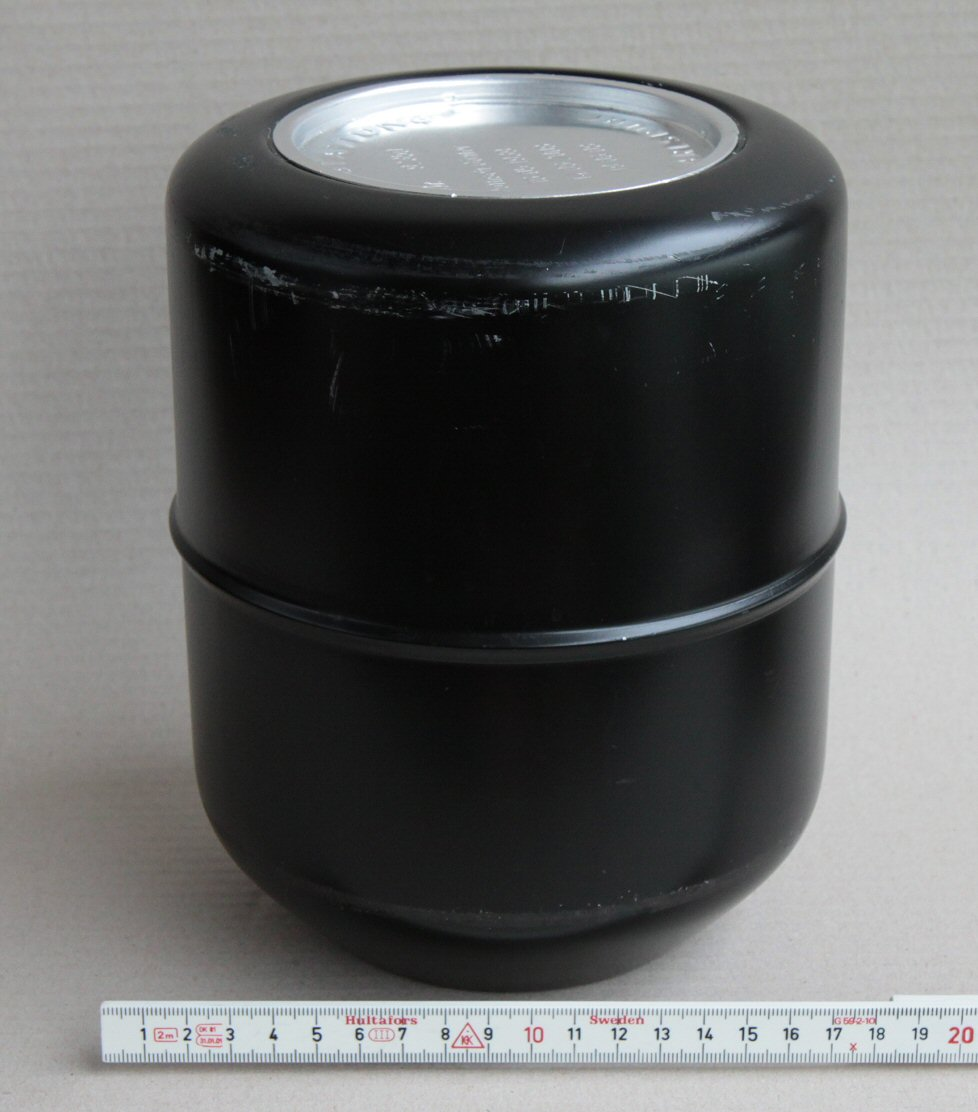
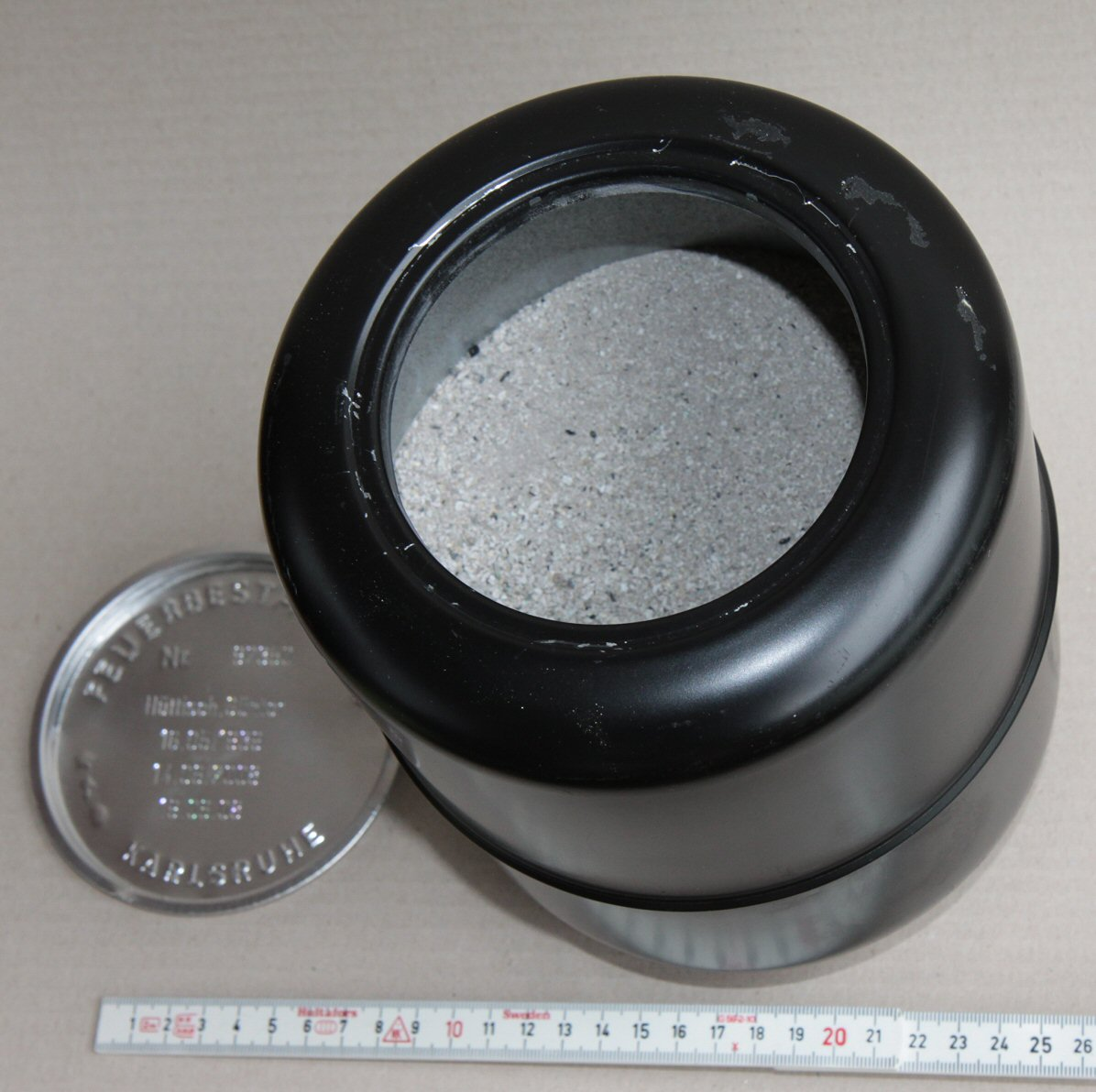
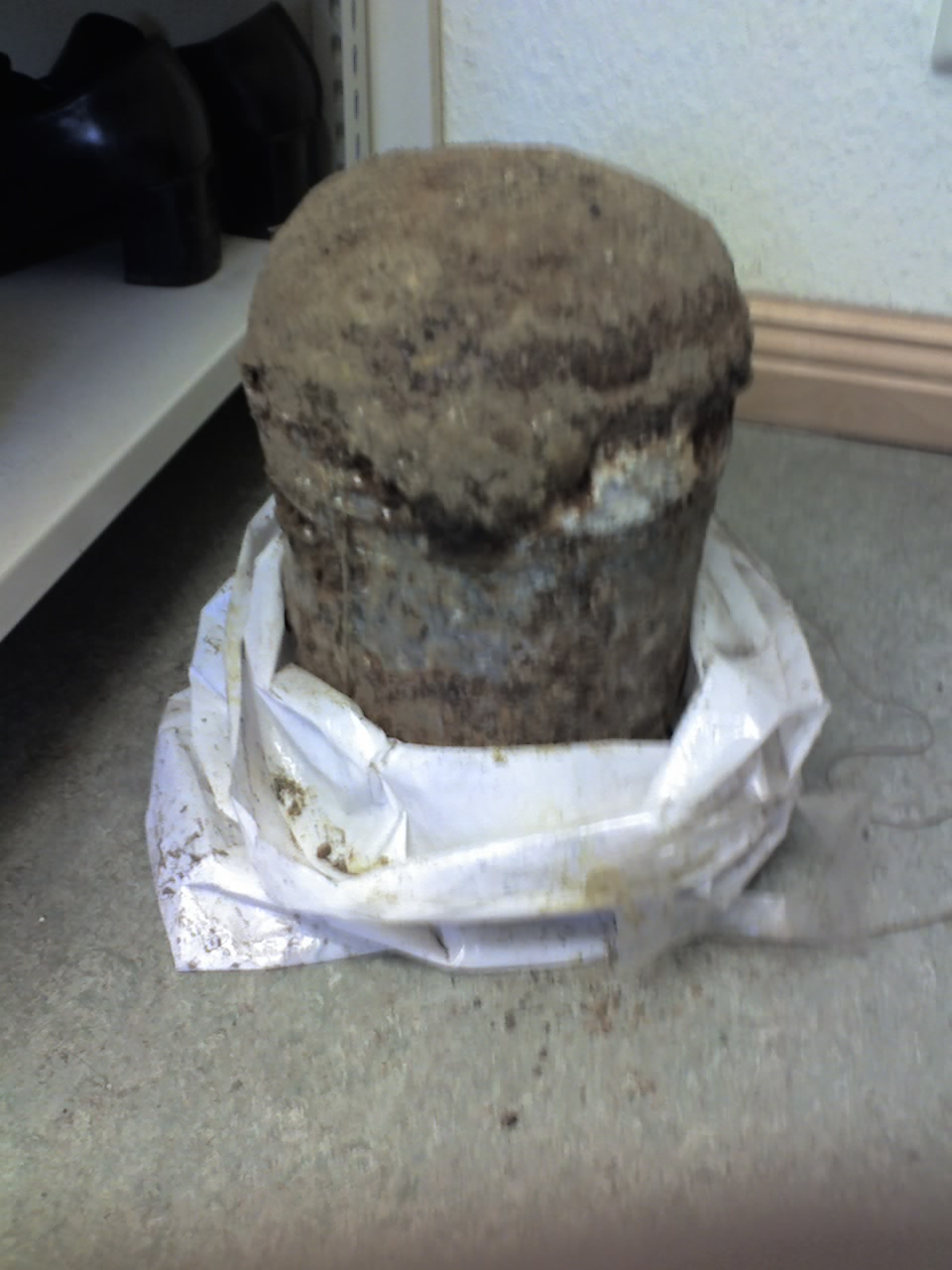